# Ганатлеба
Ганатлеба (груз. განათლება) — село в Грузии, в муниципалитете Лагодехи края Кахетия.

## География
Село расположено в восточной части края, в 5 километрах по прямой к юго-западу от центра муниципалитета Лагодехи. Высота центра — 360 метров над уровнем моря.

## Население
По данным переписи населения 2014 года, в селе проживало 376 человек.
| Год  | Население | Мужчины | Женщины |
| ---- | --------- | ------- | ------- |
| 2002 | 293       | 136     | 157     |
| 2014 | 376       | 207     | 169     |